# Phong trào dân chủ giải phóng Kunama Eritrea
Phong trào Dân chủ Giải phóng Kunama Eritrea (viết tắt là DMLEK) là một nhóm phiến quân người Kunama hoạt động trên lãnh Eritrea. Nhóm này chủ yếu được tài trợ bởi diaspora ở Eritrea và được liên minh với Tổ chức Dân chủ Afar Biển Đỏ 